# 7233 Majella
7233 Majella este un asteroid din centura principală de asteroizi.

## Descriere
7233 Majella este un asteroid din centura principală de asteroizi. A fost descoperit pe 7 martie 1986 la Observatorul La Silla de Giovanni de Sanctis. El prezintă o orbită caracterizată de o semiaxă mare de 2,67 ua, o excentricitate de 0,13 și o înclinație de 12,3° în raport cu ecliptica.